# Fara Filiorum Petri
Fara Filiorum Petri (La Farë in dialetto locale) è un comune italiano di 1 982 abitanti della provincia di Chieti, nella regione Abruzzo.
È disteso in pianura, al centro della Val di Foro, con il centro storico situato a ridosso di un piccolo e isolato colle circondato da tre fiumi: il Foro, la Vesola Sant'Angelo e la Vesola San Martino.
Il toponimo di origine longobarda, che significa "terra dei figli di Pietro", colloca la fondazione del comune al periodo della dominazione di tale popolazione germanica, tra il VI secolo e l'VIII secolo.
Il comune appartiene all'unione dei comuni della Valle del Foro.
È celebre per la festa patronale di Sant'Antonio Abate del 16 gennaio (celebrata sin dal 1799), nella quale si bruciano torce giganti, composte da canne e da legami creati dal salice piangente, dette "Farchie" e che vengono costruite dalle contrade del comune e bruciate poi nel piazzale davanti alla cappella di Sant'Antonio Abate.

## Geografia fisica

### Territorio
Fara Filiorum Petri è situata alle porte del Parco Nazionale della Maiella, circondata da colline e campagne coltivate. Il comune è posto ai piedi della Maiella, una delle montagne più alte dell'appennino. L'altitudine del centro storico è di 227 m (ma si toccano i 438 m nella frazione Colli e i 135 m nella frazione Piane, per un'escursione altimetrica di 303 m).
Il paese è solcato da tre fiumi: il fiume Foro, nascente a Pretoro, la Vesola Sant'Angelo, nascente da Roccamontepiano, che finisce con l'affluire nel fiume Foro presso la frazione Giardino; e la Vesola San Martino, nascente da Guardiagrele, che finisce con l'affluire nel fiume Foro nella frazione Giardino.
Nella frazione Piane e nella frazione Madonna del Ponte, entrambe poste nella prima cintura del centro, sono inoltre presenti due laghi (di origine artificiale) costruiti con alcuni argini posti al fiume Foro.
Vi sono anche i calanchi, osservabili sul dorsale nord della frazione Colli, formazioni geologiche di argilla a spigoli molto vivi e brulli.
Il centro abitato è situato a circa 20 km da importanti località balneari quali Francavilla al Mare e Ortona e dal capoluogo di provincia Chieti. Altresì è possibile, percorrendo 10–15 km, trovarsi in importanti località montane e sciistiche, rispettivamente Bocca di Valle (Guardiagrele) e Passo Lanciano (Pretoro).

### Clima
Il clima si può definire mediterraneo di tipo temperato-collinare, anche se notevoli sono l'influsso mitigatore del mare e l'influsso fresco della montagna.
Il mese più freddo è gennaio, le cui notti abbassano quasi sempre il termometro sotto lo zero, anche di diversi gradi. Nella stagione invernale sono frequenti le nevicate, anche abbondanti, superiori al mezzo metro, e frequentissime sono le gelate mattutine e le giornate uggiose. Il freddo proviene principalmente da venti siberiani spiranti da est. La stagione fredda farese ha inizio all'incirca verso fine settembre, per protrarsi almeno fino alla seconda metà di maggio. Considerata la latitudine e il territorio, si può dire che gli inverni faresi sono incredibilmente rigidi e persistenti, con possibili nevicate anche fino al mese di aprile.
Il mese più caldo è luglio, con temperature che di giorno al sole possono talvolta raggiungere i 40 gradi, temperature aggravate dal forte tasso di umidità che quasi sempre le accompagna. Il caldo è portato essenzialmente e sempre più spesso dall'anticiclone subtropicale africano, sempre meno invece dall'anticiclone delle Azzorre. Durante le notti estive la minima raramente scende sotto i 20 gradi, rendendo afoso anche il periodo dedicato al riposo.
La stagione delle piogge, che si protrae da settembre a maggio, reca abbondanti precipitazioni, dell'ordine di 10-12 giorni di pioggia mensili. Durante la stagione estiva invece le piogge cadono più di rado, ma quando accade scendono sotto forma di violenti nubifragi, non di rado accompagnati da grandine e forte vento. Il totale di precipitazioni annue si aggira sui 1 000 mm.
I venti provengono principalmente o da ovest, sotto forma di libeccio, che per effetto stau scende dalle montagne sotto forma di vento caldo, oppure da est sotto forma di grecale, freddo, proveniente dal mare nella stagione invernale. Lo scirocco, caldo, recante piogge, può manifestarsi durante tutto l'anno.
I valori di umidità sono alti durante tutto l'anno. Nella zona collinare del paese l'umidità è lievemente minore.

## Origini del nome
Fara è un termine di origine longobarda indicante un gruppo, costituito da famiglie e da individui imparentati, in cui era diviso il popolo longobardo. Lo stanziamento dei Longobardi avveniva per Fare, veri e propri organismi politico-militari, il cui nome indicava anche il territorio abitato dal gruppo. Ne sono testimonianza i vari comuni che ancora oggi in Italia portano questo nome.
Il nome del paese originariamente era solo "Fara". Varie sono le tesi sulla successiva aggiunta di "Filiorum Petri". Una delle più accreditate è quella che la fa risalire alla presenza di monaci celestini nel convento di Sant'Eufemia. Questi monaci infatti si facevano chiamare "Figli di Pietro" (Pietro era il nome del fondatore, Pietro Celestino). Per distinguere il paese dalle altre "Fare" si iniziò a chiamarlo Fara dei Figli di Pietro (Filiorum Petri in latino).

## Storia
La particolare posizione arroccata del centro del paese fa intuire la sua antica origine, risalente al periodo altomedievale. Furono i longobardi a fondare il primo nucleo, scegliendo la zona in base ai classici fattori quali posizione facilmente difendibile, nonché vicinanza di un corso d'acqua. Il nucleo, da accampamento, grazie alla posizione favorevole, divenne sede di artigiani, coltivatori e pastori.
Intorno all'anno 1000 l'influenza dei monaci benedettini del monastero di Montecassino incominciò a farsi sentire e, tramite la vicina abbazia di San Liberatore a Maiella, i monaci benedettini avevano su Fara potere temporale e spirituale. Ne sono testimonianza il convento sito a Sant'Eufemia risalente a questi anni e la Chiesa di San Salvatore, costruita sui resti di un castello del III secolo d.C.
Nel 1300 Fara passò sotto il potere della Contea di Manoppello retta dai conti Orsini, pur persistendo ancora la presenza benedettina. Risale a questo periodo la chiesetta di Sant'Agata.
Dopo il 1500, a causa delle guerre franco-spagnole, Fara passò dal potere degli Orsini sotto al potere dei Colonna per ordine del re di Spagna. È durante questo periodo che Fara ricevette oltre 100 reliquie di santi e addirittura una scheggia della croce di Cristo, reliquie che tuttora sono gelosamente conservate nella parrocchia di San Salvatore. Questo a testimonianza di quanto il paese fosse centro importante di religiosità sotto i benedettini.
Nel 1800 con la caduta dei Colonna (per mano di Giuseppe Garibaldi) per Fara finì il periodo del feudalesimo.
Nei primi del Novecento hanno inizio grandi lavori di urbanizzazione. La nota banda locale si esibisce a Vienna, nel 1899, guidata dal maestro Giuseppe Dell'Orefice. È di questi anni anche la nascita della tradizione delle Farchie così come la conosciamo oggi. Il grande boom fu duramente messo alla prova dai due conflitti mondiali.
Nei primi anni della seconda guerra mondiale, tra il 1940 e 1943, il paese fu uno dei comuni dell'Abruzzo ad essere designato dalle autorità fasciste come luogo di internamento civile per profughi ebrei stranieri presenti in Italia. Gli internati furono 11. Dopo l'8 settembre 1943, con l'occupazione tedesca la situazione divenne drammatica. Tre degli ex-internati furono arrestati e condotti alla morte ad Auschwitz; uno fu ucciso sul luogo; gli altri sette riuscirono a sfuggire alla cattura, nascondendosi o dandosi alla fuga, raggiungendo la Svizzera o le località già liberate dell'Italia meridionale.
Fara uscì quasi totalmente distrutta dal passaggio del fronte e contò centinaia di vittime. Nel secondo dopoguerra Fara conobbe un altro boom (localmente chiamato il miracolo farese) che le fece assumere il ruolo di paese guida di tutta la Val di Foro, ruolo che tuttora saldamente mantiene, grazie anche a imponenti impianti industriali e a un notevole sviluppo demografico e residenziale.

## Monumenti e luoghi d'interesse

### Architettura religiosa

#### Chiesa della Madonna del Ponte
Situata nel quartiere Madonna del ponte, questa chiesa è stata costruita nel 1634. La facciata è in stile neoclassico con quattro paraste doriche che la suddividono in tre parti. Il portale centrale è sormontato da un timpano curvo, mentre i laterali da timpani triangolari. Al suo interno vi è un affresco del XV secolo raffigurante una Madonna con Bambino. Fu particolarmente frequentata dopo il miracolo avvenuto al vescovo di Lanciano. È dedicata alla Madonna, il ponte a cui si riferisce è situato poco vicino alla chiesa.

#### Chiesa di San Rocco
È situata appena fuori dal centro storico, lungo la via che conduceva ai mulini. È una chiesa non molto grande e a pianta rettangolare. All'interno si trovano degli affreschi di Francesconi di Rapino realizzati nella prima metà del XX secolo. È dedicata a San Rocco.

#### Chiesa di Sant'Antonio abate
Situata nel quartiere Sant'Antonio, risulta già esistente nel 1365. È a navata unica. Un'epigrafe posta all'interno attesta che fu restaurata nel 1904. Nell'interno vi sono le statue di Sant'Antonio abate e Sant'Agata. Nella metà del 1800 venne edificato, nel piazzale adiacente alla chiesa, il cimitero monumentale.

#### Chiesa di Sant'Antonio abate ai colli
Edificata nel 1947. Fu costruita sul luogo dove avvenne il miracolo che protesse il paese dall'invasione francese del 1799. La tradizione vuole che nei pressi della chiesa vi era un boschetto di querce, dieci delle quali avevano sempre lo stesso diametro del fusto. Inoltre si racconta che durante la seconda guerra mondiale dai tedeschi fu intimato a una famiglia del posto di sfollare, però il carro trainato dai buoi, in viaggio verso Chieti, si fermò proprio in questo posto perché i buoi si inginocchiarono, allora la famiglia tornò indietro a casa e miracolosamente non accadde loro nulla, tutto questo fu ritenuto miracolo di Sant'Antonio abate e per ringraziamento, sia per quest'ultimo fatto, sia per la leggenda delle querce, sia per il miracolo del 1799, venne costruita questa chiesa nel 1947, appena conclusa la guerra. Davanti al piazzale di questa chiesa infine ogni 25 anni vengono bruciate le Farchie, sempre in onore al santo.

#### Monastero e Chiesa di Sant'Eufemia
È il complesso religioso più antico di Fara. La chiesa fu fondata, insieme all'omonimo monastero, nel 1004 da sant'Aldemaro di Capua. Dal 1060, anno in cui avvenne la donazione a opera di Papa Niccolò II, fino al XVII secolo il monastero dipese dall'Abbazia di Montecassino. Attualmente l'edificio del monastero è allo stato di rudere: ne rimangono solo il perimetro murario con l'abside e l'arcone gotico dell'ingresso, mentre la chiesa annessa è regolarmente visitabile e di tanto in tanto vi si svolgono le funzioni. È dedicata a Sant'Eufemia.

#### Chiesa di Sant'Agata
Questa chiesa, dedicata a Sant'Agata, è situata appena imboccata la via per i colli. Essa risale al XIV secolo. Gran parte di essa fu demolita agli inizi del XX secolo.. Oggi di essa rimane una piccola e caratteristica chiesetta, ricca di interesse storico-religioso. In origine doveva essere veramente bella, e viene così descritta da un anonimo osservatore e critico d'arte dell'epoca: 
La chiesolina campestre di Fara quasi distrutta, va notata per un pregevole portale trecentesco di semplice fattura, di proporzioni eleganti, che ne formava l'unico ornamento. Forme slanciate, organismo gotico ridotto alla più semplice espressione, arco acuto nella lunetta e nell'archivolto sovraccaricato di un timpano sporgente, sono le note caratteristiche del portale, ove l'ornamento è distribuito con grande parsimonia. Mancano le colonnine cordonali accantonate nel risaltare delle spalle, che invece sono guarnite di gusci e bastoni, talvolta compiuti da piccoli congedi. Larghe foglie di palma occupano il sottarco a scivolo e punte di diamante gli spigoli laterali del frontone. I capitelli sono costituiti di un grande guscio posto al di sotto di un listello, l'architrave è nudo, e la lunetta contornata da un bastone mostrava la Vergine col Bambino attribuita a maestro Nicola Gallutio et filio Joanne, che nel 1438 per ordine dei conti Orsini abbellito di pitture e di sculture le chiese di Sant' Agata e Sant'Eufemia.
Il portale gotico, secondo Vladimiro Furlani e Verlengia coevo di quello della chiesa di Sant'Antonio di Chieti, è stato rimontato sul portico laterale della parrocchia del Santissimo Salvatore. Ha ghimberga superiore e modanature delle colonne a tortiglione, con trafori. La lunetta ogivale era decorata da un affresco perduto.

#### Chiesa di Santa Maria di Cryptis a Grotta del Colle
I resti dell'antica chiesa (XI secolo), si trovano nella Grotta del Colle, al confine tra Fara, Rapino e Pretoro.

#### Chiesa Parrocchiale di San Salvatore
È la chiesa principale di Fara, situata in piazza. È di origine alto-medievale. Risale all'XI secolo. L'interno è a impianto benedettino a tre navate di cui una, successivamente, è stata trasformata in portico. Parte dell'edificio (l'interno e parte della facciata) sono stati ricostruito nel XVIII secolo. La navata centrale è a copertura piana del XX secolo sostituita alle capriate originarie. Le navate laterali sono con volte a crociera. La facciata, barocca, è incompleta. Il portale è in pietra scolpita e lesene con capitelli a mensole che sorreggono un architrave e un medaglione. All'interno vi erano le statue di Sant'Antonio abate e di San Benedetto, entrambe del XIII secolo, e un bassorilievo in terracotta raffigurante una Madonna in trono con Bambino, ora conservati al Museo Diocesano di Chieti. La croce processionale è di Nicola da Guardiagrele. All'interno di tale chiesa sono inoltre conservate le reliquie. Il campanile è in parte medievale e in parte (la sommità) barocco (del XVIII secolo) con modanature e cornici in mattone scolpito.

### Architettura militare
- Il monumento ai caduti. Sito nella frazione Via Madonna e recentemente ristrutturato, questo enorme altare circondato da una vasta pineta (l'intero complesso è stato denominato Parco della Rimembranza) ha incisi i nomi dei cittadini faresi morti nella prima e seconda guerra mondiale. Per la sua pregevole fattura architettonica ha avuto risalto anche in ambiente nazionale.
- I cunicoli militari. Sotto al centro storico sono scavate lunghe gallerie che servirono durante il Medioevo per dare modo ai cittadini di fuggire in caso di pericolo o di nascondersi per organizzare un vincente contrattacco. Oggi questi cunicoli sono stati ristrutturati, illuminati e riaperti al pubblico, che può ammirare la Fara sotterranea. Questo percorso sotterraneo ha sicuramente aspetti molto suggestivi, come il poter ripercorrere le vestigia degli antenati.

### Architettura civile
- La porta. È l'unico resto della cinta muraria del paese. L'arco è in stile gotico sormontato da uno stemma molto consumato, ma dai resti si potrebbe evincere che si tratti dello stemma degli Orsini-Colonna. A fianco vi è un rudere di un torrione in conci di pietra.[6]
- I palazzi. Molti palazzi del paese sono in stile tardo barocco abruzzese o in stile liberty, tra questi, vi è un palazzo del XVI secolo con delle cimase e, all'ultimo piano, consta di un loggiato con archi a tutto sesto.[6]

## Società

### Evoluzione demografica
Abitanti censiti

### Etnie e minoranze straniere
Al 31 dicembre 2020 gli stranieri residenti nel territorio comunale assommavano a 176 (l'8,8% del totale degli abitanti).
Gli stati con il maggior numero di residenti erano (dati ISTAT al 31 dicembre 2020):
- Romania - 32
- Marocco - 31

### Religione
La maggior parte della popolazione è di religione cattolica; la forte immigrazione degli ultimi anni ha causato un aumento delle religioni musulmana e ortodossa, che tuttavia non dispongono ancora di propri luoghi di culto. Forte nel territorio comunale la presenza di atei e agnostici, specie tra i più giovani.

### Lingue e dialetti
Il dialetto locale fa parte della grande famiglia dei dialetti cosiddetti "napoletani", ossia quelli definiti dagli studiosi come meridionali intermedi: essi si estendevano, al tempo del Regno di Napoli fino al confine di tale regno, ossia nelle due provincie dell'Abruzzo Ulteriore e dell'Abruzzo Citeriore, e quest'ultimo territorio era quello di cui Fara faceva parte. La tipica assonanza napoletana viene colta ad esempio nell'usanza di raddoppiare le consonanti delle parole (ad es. "facciamo" diventa facémm o "parliamo" che diventa parlémm, fenomeno non molto diffuso nelle aree limitrofe, come Chieti, Bucchianico o Guardiagrele, in cui i verbi in questione sono resi rispettivamente come facém e parlém). Altre assonanze tipiche del napoletano si riscontrano nella terminologia, a esempio bambino diventa 'uaglion, oppure giocare diventa pazzià, forme diffuse un po' in tutto l'Abruzzo. Per rafforzare l'identità dialettale sovente nel paese vengono organizzate manifestazioni in lingua locale, che radicano la conoscenza del parlato degli avi anche nei giovani.

### Tradizioni e folclore
- Ha luogo nel comune la Festa delle Farchie.

## Cultura

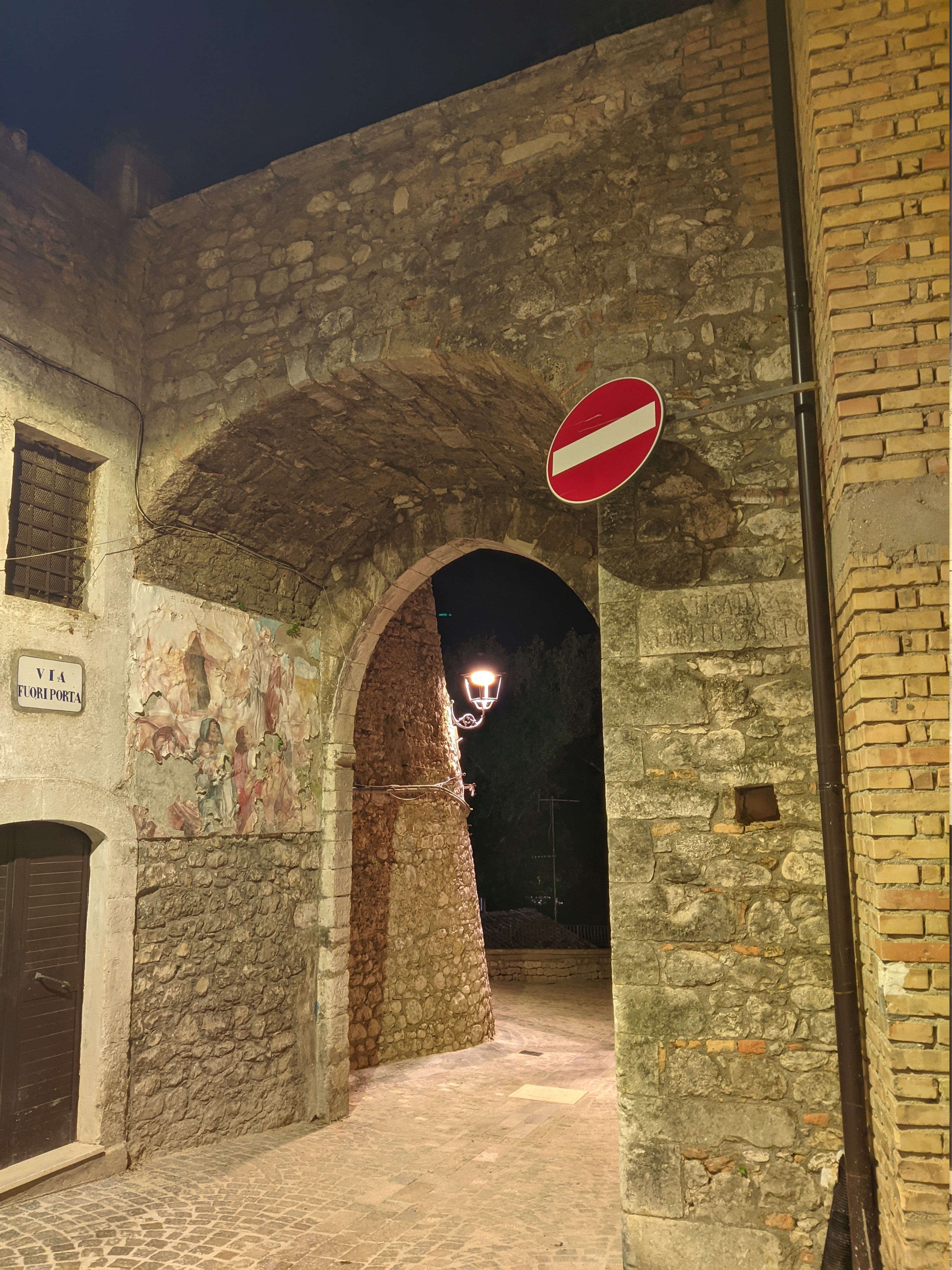
Una porta di accesso al centro storico

### Istruzione

#### Scuole primarie e secondarie
Fara ha sempre avuto una lunga tradizione di strutture scolastiche e di eccellenza nell'insegnamento, a testimonianza di ciò la sede della direzione didattica è nei confini comunali, nella frazione Forma, dietro l'ufficio postale, e a essa fanno capo numerose scuole del circondario; inoltre dato l'ampio sviluppo delle strutture didattiche faresi, numerosi comuni limitrofi hanno deciso di chiudere le proprie strutture per far confluire negli istituti di Fara gli studenti, contribuendo all'ulteriore sviluppo del plesso farese. Il plesso scolastico è tutto raggruppato nella frazione San Nicola, ben collegata a mezzo scuolabus, e consta delle seguenti strutture didattiche:
- Scuola dell'infanzia
- Scuola primaria "De Ritis"
- Scuola secondaria di primo grado "San Benedetto"

Inoltre è da segnalare come fino agli anni 1980 era attivata, sempre nella frazione San Nicola, una scuola secondaria di secondo grado, del tipo istituto professionale, a conduzione privata (era retta dal parroco di Fara). La chiusura di tale struttura è da ascriversi allo sviluppo di agevoli vie di comunicazione che hanno permesso agli studenti di frequentare le scuole della vicina Chieti, dove sono presenti scuole secondarie di 2º grado di ogni tipo e l'università.

#### Biblioteca comunale
Fara dispone anche di una biblioteca comunale, sita in pieno centro storico in un palazzo antico, che dispone di un ingente numero di volumi, tanti anche di interesse storico. Inoltre nella biblioteca sono conservati l'intera collezione di volumi dell'esimio cittadino Fernando De Ritis e tutti gli atti notarili relativi al territorio comunale dal 1700 a oggi. Periodicamente nella biblioteca si organizzano incontri culturali, letture, corsi di inglese e informatica, concorsi letterari e pittorici.

## Geografia antropica

### Frazioni
Brecciarola, Campolungo, Colle Anzolino, Colle Pidocchioso, Colle Pretoro, Colle San Donato, Colli Centro, Crepacce, Fara Centro, Focaro, Forma, Fonzoni, Fraderna, Giardino, Madonna del Ponte, Mandrone, Orticelli, Pagnotto, Piane Della Masseria, Piane-San Giacomo, Ruzzi, San Nicola, Sant'Antonio, Sant'Eufemia, Sotto Le Ripe, Sotto Le Vigne, Valli, Vicenne.

## Economia

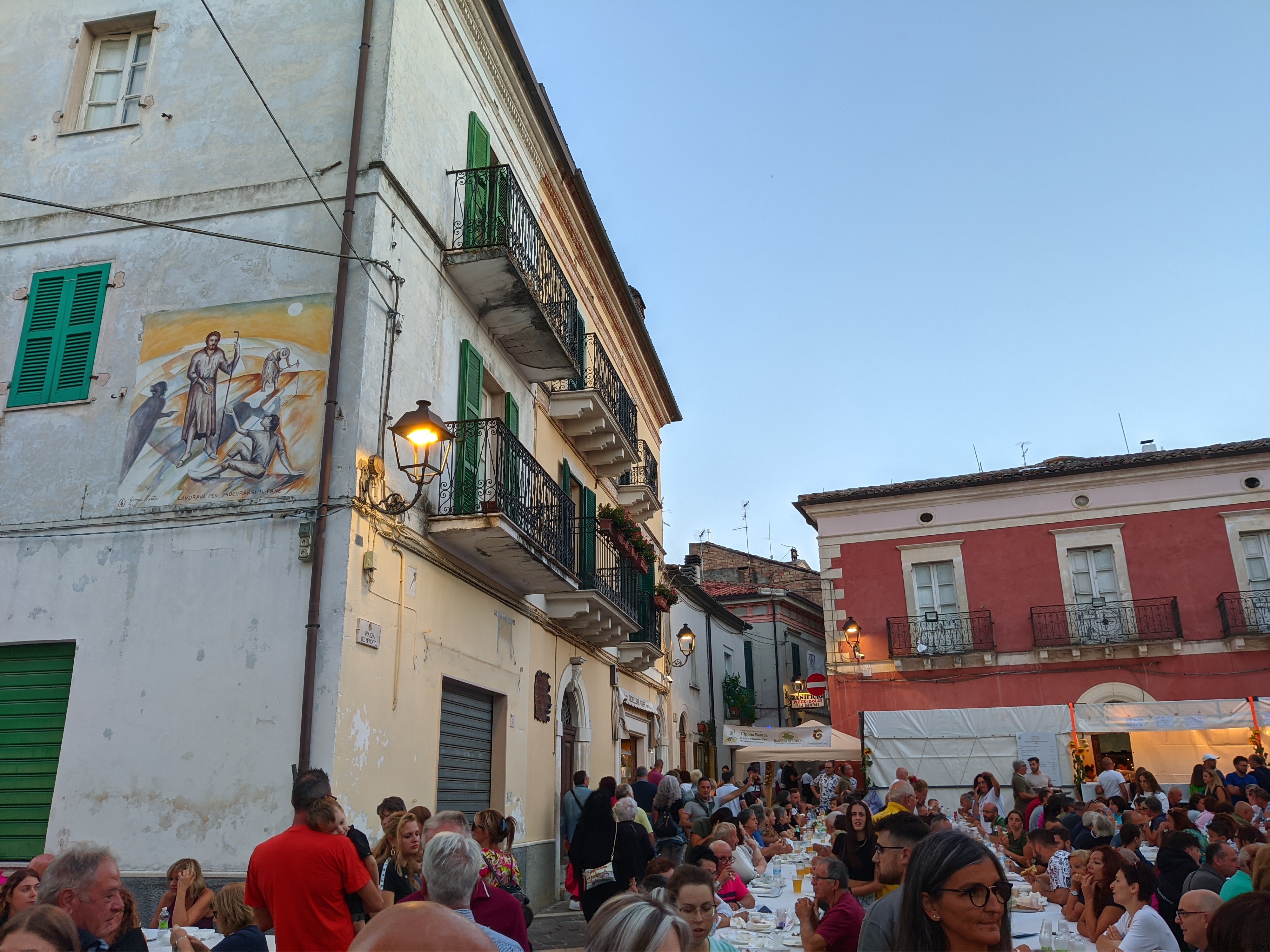
Piazza del Mercato

Lo sviluppo economico di Fara Filiorum Petri è favorito dalla vicinanza dei corsi d'acqua, dal territorio pianeggiante e dalla presenza di buone vie di comunicazione locali, e di collegamento con Chieti e Pescara (la SS81 Piceno Aprutina). È inoltre posta in posizione centrale rispetto ai centri minori di Rapino, Pretoro, Roccamontepiano, Casacanditella, San Martino sulla Marrucina e Vacri.

### Agricoltura
Molto sviluppata l'agricoltura; si segnalano vigneti e uliveti, nonché le classiche colture mediterranee quali pomodori, patate e soprattutto cipolle, di cui Fara Filiorum Petri ha una lunghissima tradizione di coltura, tanto da essere definita "Fara cipollara" dagli abitanti dei paesi limitrofi. Esiste anche una festa denominata "Fara Cipollara", svolta in estate a menzione di questa. La cipolla coltivata a Fara è la Cipolla bianca di Fara Filiorum Petri DOP. Affidata un tempo tutta alla forza di braccia, attualmente l'agricoltura farese può contare su una modernizzazione all'avanguardia.
Le campagne sono organizzate sul modello delle Pianura Padana, ossia grandi masserie ben separate tra loro, con terreni divisi secondo varie colture, e lavorati con i più moderni mezzi meccanici e chimici, in modo da garantire un export costante e non influenzato dal clima. Rivestono importanza sovralocale le produzioni del liquore Punch, del vino Chardonnay e dell'olio Colline Teatine. Nel territorio di Fara Filiorum Petri infine passa il Tratturo Centurelle-Montesecco, l'antica strada dove i pastori, all'inizio dell'autunno, passavano con le loro greggi dirigendosi dai freddi monti aquilani verso il Tavoliere delle Puglie per poi ripercorrere il percorso inverso in primavera. Tale tratturo è stato fortemente rivalorizzato dal comune di Fara, con possibilità di visitarlo e di percorrerlo sia a piedi sia a cavallo.

### Industria
Da rilevare stabilimenti dedicati alla metallurgia, alla lavorazione di materie prime e alla costruzione di pezzi di ricambio, anche per importanti multinazionali del settore automobilistico. Per 25 anni Fara Filiorum Petri ha ospitato anche lo stabilimento della Coca-Cola.
Il vero motore economico del centro resta tuttavia la piccola-media impresa e l'artigianato, con la presenza di una moltitudine di fabbriche, spesso a conduzione familiare, specializzate nella produzione di scarpe, vestiti, mobili e lavorazioni artistiche del legno e numerose industrie enogastronomiche. Fara è famosa anche e soprattutto per il pastificio Majella, attivo ormai da tanti lustri, che esporta sia in Italia sia all'estero. Inoltre in tempi più recenti Fara si è specializzata anche nella lavorazione del ferro battuto, di cui sono presenti sul territorio numerose fabbriche. Sul territorio di Fara sono infine presenti gli enormi fabbricati della STI (società trasporti industriali) S.p.a. dotata di un ingente numero di camion che si occupano di trasporti di merce industriale in tutto il mondo.

### Turismo
Il turismo dell'arte si rivolge allo stile che decora gli storici palazzi ottocenteschi e rinascimentali del centro storico: palazzi in stile liberty, arte barocca, capitelli, colonne e decorazioni in stile rococò. È inoltre presente una biblioteca ricca di volumi storici, risalenti anche a prima dell'anno 1000.
Il turismo religioso è altrettanto sviluppato con la presenza della chiesa di San Salvatore e ben altre sei chiese, tutte risalenti al XII-XIII secolo. Nella chiesa di San Salvatore sono inoltre conservate 100 reliquie, tra le quali una scheggia attribuita alla croce di Cristo.
Per concludere il turismo enogastronomico e le manifestazioni organizzate: la presenza di numerosi prodotti tipici quali li caviciun e lu serpenton e la presenza della feste delle Farchie.

## Infrastrutture e trasporti

### Strade
Il territorio comunale è interessato dalla Strada statale 81 Piceno Aprutina e dalla Strada statale 263 di Val di Foro e di Bocca di Valle.

### Mobilità urbana
I trasporti interurbani di Fara Filiorum Petri vengono svolti con autoservizi di linea gestiti dalla TUA

## Amministrazione
Nella tabella sono elencati i sindaci di Fara Filiorum Petri dal 1800 a oggi. Per i sindaci del 1800 viene riportata solo l'esatta successione alla carica di primo cittadino, senza lassi sempre puntuali in cui tale carica si è esplicata, per mancanza di fonti certe.
| Periodo | Periodo   | Primo cittadino            | Partito      | Carica      | Note |
| ------- | --------- | -------------------------- | ------------ | ----------- | ---- |
| 1800    | ..        | Tommaso D'Urbano           | lista civica | Sindaco     |      |
| ..      | ..        | Beniamino Vicentini        | lista civica | Sindaco     |      |
| ..      | ..        | Giovanni Francesco Pitetti | lista civica | Sindaco     |      |
| ..      | 1819      | Camillo Pantalone          | lista civica | Sindaco     |      |
| 1819    | ..        | Tommaso D'Urbano           | lista civica | Sindaco     |      |
| ..      | 1830      | Vincenzo D'Urbano          | lista civica | Sindaco     |      |
| 1830    | ..        | Beniamino Vicentini        | lista civica | Sindaco     |      |
| ..      | ..        | Gian Battista Sigismondi   | lista civica | Sindaco     |      |
| ..      | ..        | Antonio De Ritis           | lista civica | Sindaco     |      |
| ..      | ..        | Lorenzo Vicentini          | lista civica | Sindaco     |      |
| ..      | 1850      | Gesualdo Giammarino        | lista civica | Sindaco     |      |
| 1850    | ..        | Titta Pantalone            | lista civica | Sindaco     |      |
| ..      | ..        | Giovanni Carozza           | lista civica | Sindaco     |      |
| ..      | ..        | Domenico Pantalone         | lista civica | Sindaco     |      |
| ..      | 1860      | Serafino Cerretani         | lista civica | Sindaco     |      |
| 1860    | ..        | Antonio D'Urbano           | lista civica | Sindaco     |      |
| ..      | ..        | Enrico Cocco               | lista civica | Sindaco     |      |
| ..      | ..        | Achille Crognale           | lista civica | Sindaco     |      |
| ..      | ..        | Raffaele Sigismondi        | lista civica | Sindaco     |      |
| ..      | ..        | Lorenzo Vicentini          | lista civica | Sindaco     |      |
| ..      | ..        | Vincenzo De Ritis          | lista civica | Sindaco     |      |
| ..      | ..        | Vincenzo Di Fulvio         | lista civica | Sindaco     |      |
| ..      | 1905      | Giuseppe Perseo            | lista civica | Sindaco     |      |
| 1905    | 1910      | Gian Battista Sigismondi   | lista civica | Sindaco     |      |
| 1910    | 1914      | Giuseppe Perseo            | lista civica | Sindaco     |      |
| 1914    | 1924      | Corradino Di Fabio         | lista civica | Sindaco     |      |
| 1924    | 1926      | Amato De Matteis           | lista civica | Sindaco     |      |
| 1926    | 1930      | Amato De Matteis           | -            | Podestà     |      |
| 1930    | 1935      | Alberto De Vincentis       | -            | Podestà     |      |
| 1935    | 1944      | Giovanni Montefusco        | -            | Podestà     |      |
| 1944    | 1945      | Vincenzino Di Girolamo     | lista civica | Sindaco     |      |
| 1945    | 1946      | Alessandro Mattei          | -            | Commissario |      |
| 1946    | 1951      | Giuseppe Bucciarelli       | lista civica | Sindaco     |      |
| 1951    | 1956      | Alessandro De Matteis      | lista civica | Sindaco     |      |
| 1956    | 1960      | Giovanni Montefusco        | lista civica | Sindaco     |      |
| 1960    | 1964      | Menotti Di Girolamo        | lista civica | Sindaco     |      |
| 1964    | 1975      | Giuseppe De Ritis          | lista civica | Sindaco     |      |
| 1975    | 1990      | Domenico Di Fulvio         | lista civica | Sindaco     |      |
| 1990    | 1991      | Ermanno Di Girolamo        | lista civica | Sindaco     |      |
| 1991    | 1995      | Domenico Di Fulvio         | lista civica | Sindaco     |      |
| 1995    | 1999      | Gemma De Ritis             | lista civica | Sindaco     |      |
| 1999    | 2009      | Domenico Simone            | lista civica | Sindaco     |      |
| 2009    | 2014      | Domenico Bucciarelli       | lista civica | Sindaco     |      |
| 2014    | 2024      | Camillo D'Onofrio          | lista civica | Sindaco     |      |
| 2024    | in carica | Paolo Pitetti              | lista civica | Sindaco     |      |

### Gemellaggi
- Macaé
- Santa Maria da Feira
- Monteroni di Lecce
- Gadoni

## Sport
Ha sede nel comune la società di calcio Faresina, che ha disputato campionati dilettantistici regionali. Disputa gli incontri allo stadio Luigi Vetrini.